# 香港国際映画祭
香港国際映画祭（香港國際電影節。Hong Kong International Film Festival。HKIFF）は、1977年より毎年春に香港で開催されているアジア有数の映画祭。第31回（2007年）の上映本数は521本にのぼる。2005年からはエンターテインメント・エキスポ香港の一部となった。

## 日本に関係する話題
第8回（1984年）
- 大島渚監督特集

第10回（1986年）
- 『乱』（黒澤明監督） - オープニング作品
- 五所平之助監督特集

第11回（1987年）
- 成瀬巳喜男監督特集

第14回（1990年）
- 亀井文夫監督特集

第17回（1993年）
- 小川紳介監督特集

第23回（1999年）
- 黒沢清監督特集

第26回（2002年）
- プラネット大阪

第27回（2003年）
- 『たそがれ清兵衛』（山田洋次監督） - オープニング作品
- 小津安二郎生誕100年特集

第28回（2004年）
- 清水宏監督特集

第29回（2005年）
- 『隠し剣_鬼の爪』（山田洋次監督） - オープニング作品
- 木下惠介監督特集
- 『ある朝スウプは』（高橋泉監督）- アジアデジタルビデオコンペティション受賞
- 『阿賀の記憶』（佐藤真監督）- Humanitarian Awards for Documentaries賞受賞

第30回（2006年）
- 中川信夫監督特集
- 『蟻の兵隊』（池谷薫監督）- 人道に関する優秀映画賞受賞

第32回（2008年）
- 山田洋次監督、終身成就賞受賞
- 『靖国 YASUKUNI』（李纓監督）- 最優秀ドキュメンタリー賞受賞
- 石井裕也監督特集

第33回（2009年）
- 市川準監督特集

第34回（2010年）
- 島津保次郎監督特集

第35回（2011年）
- 渋谷実監督特集
- 川本喜八郎監督特集

第36回（2012年）
- 川島雄三監督特集
- 蔵原惟繕監督特集
- 伊藤高志監督特集
- 『恋に至る病』（木村承子監督） - ヤング・シネマ・コンペティション部門 審査員賞 受賞
- 『マイブリッジの糸』（山村浩二監督） - 短編部門 最優秀作品賞 受賞
- 『奇跡』（是枝裕和監督） - SIGNIS Award スペシャル・メンション 受賞

第37回（2013年）
- 『先祖になる』（池谷薫監督） - 記録映画部門 最優秀作品賞 受賞

第38回（2014年）
- 松本俊夫監督特集
- 『祖谷物語 おくのひと』（蔦哲一朗監督） - ヤング・シネマ・コンペティション部門 審査員賞 受賞

第39回（2015年）
- 市川崑監督特集
- 成瀬巳喜男生誕110年特集
- 小川紳介監督特集

第40回（2016年）
- 『クリーピー 偽りの隣人』（黒沢清監督） - クロージング作品
- 日本の8mm自主映画

第41回（2017年）
- 『Ten Mornings Ten Evenings and One Horizon』（西川智也監督） - 短編部門 審査員賞 受賞
- 『聖の青春』（森義隆監督） - SIGNIS Award

第42回（2018年）
- 『妻よ薔薇のように 家族はつらいよIII』（山田洋次監督） - クロージング作品
- 原一男監督特集
- 『愛と法』（戸田光監督） - 記録映画部門 最優秀作品賞 受賞

第45回（2021年）
- 『偶然と想像』（濱口竜介監督） - クロージング作品
- 松竹映画100周年

第46回（2022年）
- 田中絹代監督特集

第47回（2023年）
- 伊丹十三監督特集

第48回（2024年）
- 『夜明けのすべて』（三宅唱監督） - クロージング作品